# Alexandre Jaume
Alexandre Jaume i Rosselló (Montevideo, 1879 - Palma de Mallorca, 24 de febrero de 1937) o Tano Jaume fue un periodista y político socialista español y diplomático uruguayo  que desarrolló su actividad en las Islas Baleares, ejecutado víctima de la represión del bando franquista en la Guerra Civil.

## Biografía
Miembro de una acomodada familia, estudió Derecho en Barcelona, Valencia, Madrid y París. En su condición de ciudadano uruguayo, fue dispensado del servicio militar conforme al Tratado de Reconocimiento, Paz y Amistad de 1870.
Concluidos sus estudios, se instaló definitivamente en Mallorca, siendo nombrado cónsul de Uruguay allí en 1903, si bien no se publica en la Gaceta de Madrid la concesión del Regium Exequatur hasta el 29 de marzo de 1904. Sus gestiones al frente del Consulado son recordadas especialmente por generaciones de mallorquines que contaron con apoyo a la hora de emigrar: "me recomendó ese país como un lugar de tranquilidad, similar a nuestra tierra y por sobre todo con la posibilidad de mejorar. Por su relación diplomática me solucionó todos los papeles y pronto me embarqué para Uruguay llegando a estas costas el 23 de noviembre de 1929 en el barco Reina Victoria Eugenia". Un proceso al que incluso los tíos y primos uruguayos de Alexandre contribuían solidariamente: "Por recomendación a la firma Jaume Hnos. que tenían el jabón Bao con un depósito que estaba en la calle Yaguarón entre San José y 18 de Julio, logré un puesto de chofer dado que al titular le habían suspendido la licencia de conducir por año". Los periódicos de la época dejan igualmente constancia de su empeño durante décadas para que los productos uruguayos tuvieran presencia en ferias y muestras del archipiélago balear y Barcelona. 
Siguiendo la tradición familiar (era sobrino del diputado liberal y ministro Alejandro Roselló y Pastors durante el reinado de Alfonso XIII) se incorporó al Partido Liberal de Sagasta con el que fue elegido Concejal del Ayuntamiento de Palma, aunque renunció al poco tiempo debido al caciquismo que estuvo presente durante el periodo de la Restauración.
A partir de este momento inicia una aproximación a miembros del Partido Socialista Obrero Español (Gabriel Alomar Villalonga y Llorenç Bisbal), integrándose en el mismo en 1919. La llegada de la dictadura de Primo de Rivera y las diferencias con el PSOE a consecuencia de la actitud condescendiente del partido con el régimen, le hacen alejarse momentáneamente del mismo, uniéndose a las tesis de Indalecio Prieto. Mientras tanto, sus trabajos y colaboraciones en distintos medios de comunicación de Mallorca le reportan un gran prestigio intelectual.
Tras su breve experiencia anterior como regidor por el Partido Liberal en el Ayuntamiento de Palma, en las elecciones municipales del 12 de abril de 1931 fue elegido nuevamente concejal por la candidatura socialista, ejerciendo durante el 14 de abril como alcalde interino por enfermedad de Lorenzo Bisbal, el nuevo alcalde republicano. Palma fue la segunda capital española en proclamar la República, siendo suyo el primer bando de la corporación republicana: "... espera por el buen nombre de España y de la República, que los ciudadanos de esta provincia, al cumplir con su deber manteniendo el orden y respetando los derechos de todos, darán la más contundente prueba de cultura y civismo que todos esperamos". 
Tras la proclamación de la segunda República, es elegido diputado a las Cortes Constituyentes por Baleares en la Conjunción Republicano-Socialista. Después volverá a presentarse en 1933 y, sin llegar a ser elegido, en las elecciones de 1936 en las listas del Frente Popular.
En abril de 1936 resultó elegido compromisario por Baleares para la elección del nuevo Presidente de la República (Manuel Azaña).

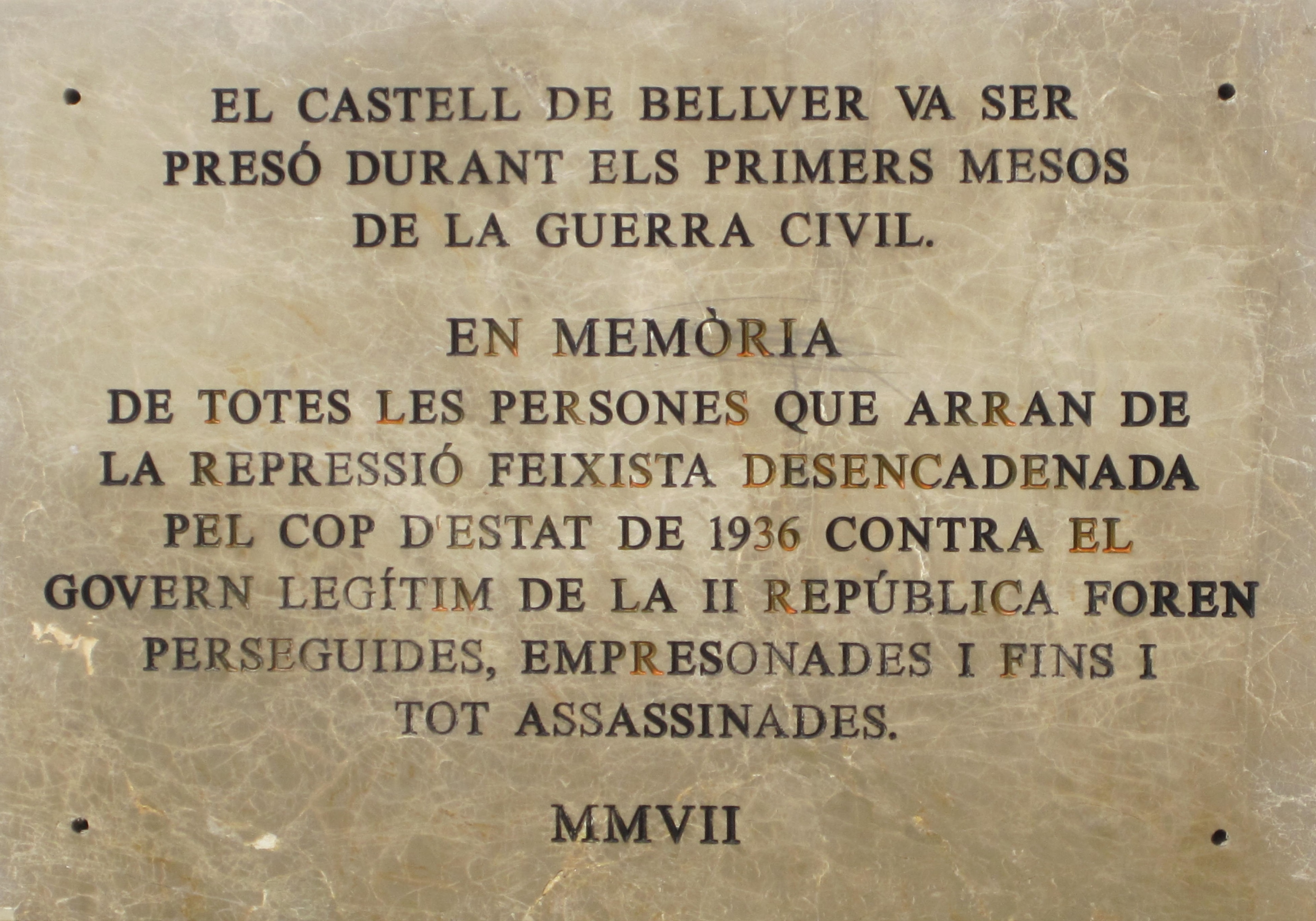
Como recuerda la placa, el Castillo de Bellver fue prisión durante la guerra civil. Jaume dejó escrito en sus memorias: "era yo quien había conseguido esa donación (del castillo y bosque), fui yo quien no dejé vivir a Prieto hasta que leyó en la sesión del Congreso el proyecto de Ley, creyendo satisfacer una aspiración legítima de la ciudad. Y al gestor de la donación se le tenía en una celda de las torres prisionero e incomunicado. El sarcasmo no podía ser más irritante."

Con el golpe de Estado que dio inicio a la Guerra Civil, fue detenido por los sublevados en Pollensa un día después, el 19 de julio de 1936, y encerrado en el Castillo de Bellver, aunque por problemas de salud, fue trasladado a finales de año al Hospital Provincial.
En febrero de 1937 se le acusó sin pruebas por un Tribunal Militar en Consejo de Guerra de auxilio a la rebelión y de preparar una insurrección con fuerzas soviéticas, siendo condenado a muerte el día 16 de febrero y ejecutado en el cementerio de la capital el 24, junto a Emili Darder, último alcalde republicano de Palma, Antoni Mateu Ferrer y Antoni Maria Ques Ventayol, sin que sirvieran las acciones en su favor del vicenconsulado de Argentina.

## Escritos
Denominado por Pere Gabriel Sirvent como "el primer intelectual socialista mallorquín", fue un prolijo escritor conocido por su afán de buscar el consenso a través de sus artículos de contenido social y político: "Libertad absoluta para todas las ideas y para todas las doctrinas, por opuestas que sean a las nuestras. Las ideas no delinquen. La fuerza pública, en vez de perseguir, ha de amparar la difusión de todas ellas". Sin embargo, ese mismo esfuerzo intelectual fue usado en su contra por el tribunal militar, que le sentenció por contribuir a la rebelión "con su pluma y gran influencia política".
Fue colaborador habitual de distintas publicaciones como El Socialista, La Última Hora, Aires de Fuera, Justicia Social de Mahón y El Obrero Balear (diario del que fue director en 1923 y que se opuso activamente a la dictadura primoriverista).
Publicó igualmente:
- Impresiones de un constituyente (1933), recopilación de artículos.
- La insurrección de octubre: Cataluña, Asturias, Baleares (1935).
- Colaborador de Documentos socialistas (1935) de Indalecio Prieto.
- Mi calvario (Castillo de Bellver, julio - diciembre de 1936).
- Escrits des de la presó (1936-1937), edición póstuma.
- Por último, redactó el texto pedagógico El guion del socialista, inédito y quemado por su familia tras su arresto.

Tano Jaume es un personaje polifacético y de gran dinamismo. Como ensayista y escritor de origen latinoamericano la tragedia de su asesinato cuenta igualmente con una dosis de realismo mágico: el escudo nacional de la República Oriental del Uruguay que identificaba la vivienda familiar Jaume-Planes, en calidad de residencia del Jefe de la Oficina Consular de la R.O.U. en Palma, "cayó de su sitio en la madrugada del 24 de febrero de 1937 mientras le fusilaban".

### Archivo
Si bien sus escritos y biblioteca personal fueron destruidos por sus familiares por motivos de seguridad, en agosto del 2016 éstos incorporaron -por la carga simbólica- un ejemplar de la 'L'armeé nouvelle' del dirigente socialista Jean Jaurès al acervo de la nueva Biblioteca Auxiliar Alexandre Jaume en el castillo de Bellver. Se trata de uno de los pocos textos de la biblioteca de Tano Jaume que "sobrevivió a la quema de libros de la Guerra Civil" y por su postulado de un socialismo pacifista fue precisamente un referente en el pensamiento de Tano Jaume.
Sin embargo, la documentación administrativa generada por el Consulado de la República Oriental del Uruguay desde que tomara posesión del cargo Alexandre Jaume el 22 de julio de 1903, tuvo mejor suerte, ya que forma parte del Fons Andreu Jaume i Rovira (consolat de l'Uruguai a Mallorca, 1903-1989). Éste fue incorporado en 1992 al Archivo Histórico de la Universidad de las Islas Baleares por medio de un Acuerdo Normativo. Así, con el Diario del Consulado de 1903, se genera este archivo compuesto por documentación administrativa, de asuntos consulares, visados, documentos aislados, así como libros de registro, libros de actas, libros de contabilidad, correspondencia, publicaciones, fotografías..., fundamental para la investigación de la emigración balear al Río de la Plata en el SXX.

## Reconocimientos
- Cuando se hizo público su asesinato, un grupo de los mallorquines refugiados en Barcelona se constituyeron en el Socor Roig Internacional Grup Alexandre Jaume.
- En abril de 1937, la junta administrativa de Mahón,  acordó por unanimidad poner su nombre a la calle de San Bartolomé.
- En 1989, el Ayuntamiento de Palma colocó una placa de homenaje a la entrada del Castillo de Bellver: "A la memoria de Alexandre Jaume i Rosselló, diputado en las Cortes Constituyentes de 1931, que va a conseguir para la ciudad este Castillo y Parque de Bellver. Ajuntament de Palma, 1989".[25]
- En la calle Anselm Clavé en Palma, en donde se ubicaba la vivienda de la familia Jaume-Planes, se dedicó una plaza en homenaje a Alexandre Jaume.
- En 2007, coincidiendo con el aniversario su asesinato se constituyó la Associació per a la Recuperació de la Memòria Històrica.
- En el muro del cementerio municipal de Palma que se usó para el fusilamiento existe igualmente una placa de homenaje, y su nombre se incluye entre los 1500 del Mur de la Memòria.
- En 2013, "el pleno[26] del ayuntamiento de Palma acuerda apoyar la solicitud de reparación y reconocimiento personal del alcalde Emili Darder y del diputado socialista Alexandre Jaume, según el artículo 4 de la ley de la Memoria Histórica".[27] Lo mismo resolvió[28] el Ayuntamiento de Artá, y anteriormente, el Ayuntamiento de Inca había aprobado en pleno[29] municipal solicitar la nulidad de la sentencia.
- En 2016, la nueva biblioteca y la Sala VII situada en la planta noble del Castell de Bellver pasó a llamarse Sala Alexandre Jaume y Rosselló por decisión municipal.[22] Los fondos de esta Biblioteca Auxiliar[23] de la red de bibliotecas municipales se especializan en la vida de Jaume, la memoria histórica en Baleares y la propia historia del castillo-prisión.
- Con el aval del departamento de Ciencias Históricas y Teoría de las Artes de la Universidad de las Islas Baleares, en la fiesta del Estandarte del 31 de diciembre de 2016, el pleno del Ayuntamiento de Palma de Mallorca le nombró Hijo Ilustre de la Ciudad.[30] La ceremonia incluyó la incorporación de su retrato[31] (elaborado por Ángeles Cereceda) a la sala de plenos de Cort.
- El 24 de febrero de 2017, coincidiendo con el 80 aniversario del fusilamiento, el parlamento balear presentará la nueva Ley de Memoria Democrática de las Islas Baleares. La misma dispone -en otras- la declaración del 24 de febrero como "Día del Recuerdo de las Víctimas de la guerra civil y del franquismo".
- El Pleno de la Junta Departamental de Montevideo del jueves 9 de marzo de 2017 incluyó una exposición verbal referente al “80 aniversario del asesinato de Alejandro Jaume”.[32]
- En enero de 2020, el Intendente de Montevideo resuelve la tramitación ante la Comisión Especial de Nomenclatura la inclusión en el nomenclátor de una calle dedicada a su memoria con carteles identificados como "ALEXANDRE JAUME 1879-1937 VÍCTIMA DE LA GUERRA CIVIL ESPAÑOLA".[33]